# Lisa Arch
 (juillet 2020).
Lisa Arch est une actrice américaine, née Lisa Kushell le 23 novembre 1971 à Los Angeles (Californie).

## Biographie
Lisa Arch est notamment connue pour son rôle de « Mlle Samantha », l'assistante du Président dans Cory est dans la place.

## Filmographie

### Cinéma
- 1998 : Billboard Dad : une femme #2
- 1999 : Dirt Merchant (en) : une reporter XTV
- 2001 : The Comedy Team of Pete & James : Gwen
- 2001 : La Revanche d'une blonde (Legally Blonde) : une vendeuse dans une boutique
- 2005 : Black/White : la femme dans l'ascenseur
- 2007 : Evan tout-puissant (Evan Almighty) : une employée

### Court-métrage
- 1996 : Have a Nice Day
- 1999 : Rockin' Roller Coaster : elle-même
- 2005 : I'm Not Gay : Chris

### Télévision
- 1993 : Dream On (série télévisée) : une serveuse
- 1994 : Attack of the 5 Ft. 2 Women (téléfilm) : Dotty
- 1996 : Seinfeld (série télévisée) : Connie
- 1997 - 1998 : MADtv (série télévisée)
- 1998 : Michael Hayes (série télévisée) : Rhonda
- 1999 - 2002 : Mission Hill (série télévisée) : Tina / une métisse / Miss Colleen Peck / Stacy
- 2000 : X-Files (série télévisée, épisode Orison) : la call-girl
- 2002 : For Your Love (série télévisée) : Kathy McCulloch
- 2002 - 2005 : Crank Yankers (série télévisée) : Cammie / Lisa (Voix)
- 2003 : Reno 911, n'appelez pas ! (série télévisée) : une strip-teaseuse
- 2003 : Windy City Heat (en) (Téléfilm) : Susan B. Anthony / Jiggly Wrigley
- 2003 : Charmed (série télévisée) : une guide
- 2004 : Significant Others (série télévisée) : une fille au bar
- 2004 : Parents à tout prix (série télévisée) : Rebecca
- 2006 : Half and Half (série télévisée) : Dr. Swenson
- 2006 - 2007 et 2009 : Hannah Montana (série télévisée) : Liza
- 2007 : Cory est dans la place (Cory in the House) (série télévisée) : Samantha Samuels
- 2008 : Anytime with Bob Kushell (série télévisée) : Beth Heineker / l'épouse
- 2008 : Weeds (série télévisée) : Mady Shaheen
- 2009 - 2021 : Larry et son nombril (série télévisée) : Cassie
- 2014 - 2016 : 100 choses à faire avant le Lycée (série télévisée) : Principal Hader (7 épisodes)
- 2017 : Chris & Jack (série télévisée) : chef de station (1 épisode)
- 2020 - en cours : Brews Brothers (série télévisée) : Robin